# Maxwell (rapper)
Maxwell Kwabena Schaden, noto come Maxwell (Amburgo, 23 marzo 1993), è un rapper tedesco di origini ghanesi, appartenente al collettivo 187 Strassenbande.

## Biografia
Maxwell è cresciuto nel quartiere Hohenfelde di Amburgo. Il suo primo album in studio Obststand è stato realizzato insieme al rapper LX, pubblicato il 12 giugno 2015 e che ha raggiunto la quinta posizione nella classifica tedesca. Nel 2016 è stato candidato ai premi Echo del 2016 insieme a LX.
Il suo secondo album, questa volta realizzato da solista e intitolato Kohldampf, è stato pubblicato il 24 marzo 2017.
Il 18 luglio 2017 esce Sampler 4 realizzato dal collettivo 187 Strassenbande, in cui partecipa alla realizzazione di alcune tracce. L'album è stato certificato oro in Germania ed ha raggiunto la prima posizione nelle classifiche in Germania, Austria e Svizzera.
Il 28 giugno 2019, sempre insieme a LX, ha pubblicato il suo terzo disco chiamato Obststand 2, con il quale ha raggiunto la vetta della classifica tedesca.

## Discografia

### Album in studio
- 2015 - Obststand (con LX)
- 2017 - Kohldampf
- 2019 - Obststand 2 (con LX)
- 2022 - Kein Plan
- 2023 - Obststand 3 (con LX)

### EP
- 2016 - Safari (con LX)
- 2019 - Leak EP – Teil 1 (con LX)

### Collaborazioni
- 2020 - Bando (remix) (con Anna)